# Joannicjusz (Djaczkow)
Joannicjusz, imię świeckie Iwan Iwanowicz Djaczkow (ur. 1858 w guberni wiackiej, zm. po 1923) – rosyjski biskup prawosławny.

## Życiorys
Ukończył seminarium duchowne we Wiatce (1881), po czym podjął pracę psalmisty, a następnie nauczyciela szkoły ludowej. Święcenia diakońskie przyjął jako mężczyzna żonaty 16 grudnia 1885. Po śmierci żony w 1894 podjął wyższe studia teologiczne w Kazańskiej Akademii Duchownej. Będąc jeszcze studentem, 31 maja 1897 został wyświęcony na kapłana. W 1898 ukończył szkołę, uzyskał tytuł kandydata nauk teologicznych i został asystentem nadzorcy szkoły duchownej w Sarapule.
W 1902 został rektorem seminarium duchownego w Jekaterynosławiu i otrzymał godność archimandryty. Dwa lata później został przełożonym monasteru Zwiastowania w Niżynie, jednak jeszcze w tym samym roku skierowano go, w tym samym charakterze, do monasteru Przemienienia Pańskiego w Starej Russie. Rok później został przełożonym monasteru św. Jerzego w Nowogrodzie.
30 września 1907 przyjął chirotonię biskupią i został biskupem kiriłłowskim, wikariuszem eparchii nowogrodzkiej. W charakterze konsekratorów w obrzędzie wzięli udział arcybiskup nowogrodzki Guriasz, biskup tichwiński Teodozjusz i biskup jamburski Sergiusz. W 1916 został ordynariuszem eparchii ołonieckiej i pietrozawodskiej. Brał udział w Soborze Lokalnym Rosyjskiego Kościoła Prawosławnego w latach 1917–1918. Nie wrócił do swojej eparchii, lecz w 1919 wrócił do rodzinnego regionu; patriarcha moskiewski i całej Rusi Tichon przeniósł go w związku z tym w stan spoczynku.
W 1922 wszedł w skład episkopatu Żywej Cerkwi; sprawował w jej ramach początkowo urząd biskupa kazańskiego, następnie zaś kałuskiego.
Zmarł w 1923 roku, będąc w Odnowicielstwe.